# Beatricesphaera ruthae
Beatricesphaera ruthae är en kräftdjursart som beskrevs av Regina Wetzer och Bruce 1999. Beatricesphaera ruthae ingår i släktet Beatricesphaera och familjen klotkräftor. Inga underarter finns listade i Catalogue of Life.